# Pseudostixis dentata
Pseudostixis dentata là một loài bọ cánh cứng trong họ Cerambycidae.